# Jean Baptiste Henri Martinet
Jean-Baptiste Henri Martinet ( * 1840 - 1910 ) fue un profesor, botánico, y agrónomo francés. En 1872, fue uno de los expertos europeos contratados por el gobierno peruano para trabajar en el área biológica, siendo inclusive comisario de la Exposición peruana en París. También profesor de Botánica en la Escuela de Farmacia y de Ciencias Médicas de Lima

## Algunas publicaciones
- 1875. Carestía de víveres en Lima
- 1881. Une exposition forestière en Touraine. 15 pp.

### Libros
- 1977. La agricultura en el Perú. Lima, Centro Peruano de Historia Económica, [edición original de 1877]. 191 pp.
- 2010. Enumeración de Los Géneros y Especies de Plantas que Deben ser Cultivadas o Conservadas en el jardín Botánico de la Facultad de Medicina de Lima. Con la indicación sumaria de su utilidad en la Medicina, la Industria y la Economía. Ed. Bertrams. ISBN 1-144-50698-0

## Honores

### Epónimos
- (Araceae) Philodendron martineti Hort. Linden[4]

- La abreviatura «Martinet» se emplea para indicar a Jean Baptiste Henri Martinet como autoridad en la descripción y clasificación científica de los vegetales.[5]